# 路寝
路寝，中国春秋时代指天子、諸侯所居宮殿的正殿。春秋时代称“路寝”，汉代叫“正殿”， 而宋代则称为“正厅”。 路寝也称“正寝”。“路”，表示“大”；“寝”，指“宫室”。路寝这个名词最早出现在《诗经》中。《礼记·玉藻》这样说：君王在日出接见大臣们后，便到路寝去听政。